# Pana Hema Taylor
Pana Hema Taylor (Christchurch, 14 de septiembre de 1989) es un actor neozelandés de herencia maorí, más conocido por haber interpretado a Nasir en la serie Spartacus: Vengeance  y en Spartacus: War of the Damned.

## Biografía
Es de ascendencia maorí. En 2009 se casó con la actriz neozelandesa Danielle Cormack, quien es 19 años mayor que él. El 19 de marzo de 2010, nació su hijo, Te Ahi Ka Cormack Hema-Taylor, pero se divorciaron en 2013.
Comenzó a salir con Naomi Campbell, con quien en marzo de 2015 tuvo una hija, Tiare Masina.

## Carrera
En 2012 se unió al elenco de la serie Spartacus: Vengeance, donde interpretó a Nasir. En 2013 volvió a interpretar al rebelde Nasir, esta vez en la serie Spartacus: War of the Damned. En 2014 se unió al elenco de la nueva serie de drama y misterio The Brokenwood Mysteries, donde interpreta a Jared Morehu hasta ahora. En 2015 se unió al elenco principal de la serie Westside, donde interpreta al mecánico Bert Thompson hasta hora.

## Filmografía[6]

### Series de televisión
| Año             | Título                       | Personaje     | Notas        |
| --------------- | ---------------------------- | ------------- | ------------ |
| 2015 - presente | Westside                     | Bert Thompson | 16 episodios |
| 2014 - presente | The Brokenwood Mysteries     | Jared Morehu  | 8 episodios  |
| 2016            | Dirty Laundry                | -             | 3 episodios  |
| 2013            | Spartacus: War of the Damned | Nasir         | 10 episodios |
| 2012            | Spartacus: Vengeance         | Nasir         | 9 episodios  |

### Películas
| Año  | Título                          | Personaje              | Notas |
| ---- | ------------------------------- | ---------------------- | --- |
| 2014 | Tierra de guerreros             | Mana                   | junto a James Rolleston, Lawrence Makoare, Te Kohe Tuhaka, Xavier Horan, George Henare, Raukura Turei, Rena Owen y Mere Boynton |
| 2012 | The Most Fun You Can Have Dying | David                  | junto a Matt Whelan, Roxane Mesquida, Matthew Saville, Sophie Henderson y Caren Pistorius                                       |
| 2011 | Good for Nothing                | Joven nativo americano | junto a Cohen Holloway, Inge Rademeyer, Jon Pheloung, Richard Thompson y Toa Waaka                                              |
| 2010 | Nights in the Gardens of Spain  | Sebastian              | junto a Calvin Tuteao, Nathalie Boltt, George Henare, Vicky Haughton y Dean O'Gorman                                            |
| 2010 | Redemption                      | Zig                    | cortometraje - junto a Sera Henare                                                                                              |
| 2010 | Boy                             | Juj                    | junto a James Rolleston, Te Aho Eketone-Whitu, Taika Waititi, Moerangi Tihore y Cherilee Martin                                 |
| 2007 | Ebony Society                   | -                      | cortometraje |

### Teatro
| Año  | Obra           | Personaje | Director (a)   |
| ---- | -------------- | --------- | -------------- |
| 2009 | Nga Manurere   | -         | -              |
| 2007 | Romeo & Juliet | Mercutio  | Katie Wolfe    |
| 2007 | Skylock        | Skylock   | Robert Gilbert |

## Premios y nominaciones
| Año  | Categoría  | Premio | Obra    | Resultado |
| ---- | ---------- | ------ | ------- | --------- |
| 2007 | Best Actor | -      | Skylock | Ganador   |